# Yvonne
Yvonne ist eine weibliche Entsprechung des männlichen Vornamens Ivo (für Herkunft und Bedeutung siehe dort).

## Verbreitung
Der Name Yvonne war in der ersten Hälfte des 20. Jahrhunderts in Deutschland wenig gebräuchlich. Ab den fünfziger Jahren gewann er allmählich an Popularität. Im Jahr 1975 schaffte er es unter die zehn häufigsten weiblichen Vornamen dieses Jahrgangs. Dann ging seine Beliebtheit langsam zurück. Im neuen Jahrtausend werden nur noch wenige Mädchen Yvonne genannt.

## Varianten
- Ivette, Yvette (französische Diminutiv-Form)
- Iveta (baltisch, slawisch)
- Ivona, Iva (kroatisch)
- Ivonne
- Iwona (polnisch), Iwonka (Diminutiv)
- Yvona (bretonisch)
- Ivoni (griechisch)
- Ivenna (bulgarisch)

## Namenstag
- Siehe unter Ivo

## Falsche Varianten
- Ivana, Iwana etc. sind weibliche Formen von Ivan und somit slawische Varianten des Namens Johanna.

## Bekannte Namensträger

### Yvonne
- Yvonne Arias (* 1976), US-amerikanische Schauspielerin
- Yvonne de Bark (* 1972), deutsche Schauspielerin und Autorin
- Yvonne Barr (1932–2016), Virologin (Epstein-Barr-Virus)
- Yvonne Bastién (* 1933), argentinische Schauspielerin und Sängerin
- Yvonne Bauer (* 1977), deutsche Medienmanagerin und Verlegerin
- Yvonne Blanc (1906–1997), französische Musikerin
- Yvonne Bönisch (* 1980), deutsche Judo-Kämpferin
- Yvonne Yung Hee Bormann (* 1981), deutsch-südkoreanische Schauspielerin und Sängerin
- Yvonne Brosch (* 1950), deutsche Schauspielerin und Regisseurin
- Yvonne Buschbaum (* 1980), deutscher Leichtathlet, siehe Balian Buschbaum
- Yvonne Catterfeld (* 1979), deutsche Popsängerin und Schauspielerin
- Yvonne Chaka Chaka (* 1965), südafrikanische Sängerin
- Yvonne Craig (1937–2015), US-amerikanische Schauspielerin
- Yvonne Ducksworth (* 1967), kanadische Sängerin, Schauspielerin und Moderatorin
- Yvonne De Carlo (1922–2007), amerikanische Schauspielerin
- Yvonne Eisenring (* 1987), Schweizer Autorin und Moderatorin
- Yvonne Elliman (* 1951), US-amerikanische Sängerin und Schauspielerin
- Yvonne Englich (1979–2018), deutsche Ringerin
- Yvonne Farrell (* 1951), irische Architektin
- Yvonne Furneaux (1926–2024), französische Schauspielerin
- Yvonne Gebauer (* 1966), deutsche Politikerin (FDP)
- Yvonne Greitzke (* 1987), deutsche Synchronsprecherin, Schauspielerin, Sängerin und Hörspielsprecherin
- Yvonne Hagnauer (1898–1985), französische Lehrerin, Widerstandskämpferin und Gerechte unter den Völkern
- Yvonne Hardt (* 1974), deutsche Tänzerin, Tanzwissenschaftlerin und Hochschullehrerin
- Yvonne Hasler (* 1968), liechtensteinische Leichtathletin
- Yvonne Haug (* 1966), deutsche Kunstturnerin
- Yvonne Hofstetter (* 1966), deutsche Juristin, Essayistin und Sachbuchautorin
- Yvonne Hornack (* 1970), deutsche Schauspielerin
- Yvonne Ingdal (1939–2022), dänische Schauspielerin
- Yvonne Kempen (1960–2011), deutsche Bürgermeisterin
- Yvonne Lacina (* 1977), österreichische Journalistin und Fernsehmoderatorin
- Yvonne von Langen (* 1982), niederländische Leichtathletin, Siebenkämpferin
- Yvonne Luisi-Weichsel (1957–2021), österreichische Blockflötistin und Hochschullehrerin
- Yvonne Magwas (* 1979), deutsche Politikerin (CDU)
- Yvonne Mai-Graham (* 1965), deutsch-jamaikanische Mittelstreckenläuferin
- Yvonne Naef (* 1957), Schweizer Opern- und Konzertsängerin (dramatischer Mezzosopran)
- Yvonne Netter (1889–1985), französische Rechtsanwältin und Widerstandskämpferin
- Yvonne Ott (* 1963), deutsche Juristin, Richterin
- Yvonne Adhiambo Owuor (* 1968), kenianische Schriftstellerin
- Yvonne Pferrer (* 1994), deutsche Schauspielerin
- Yvonne Ploetz (* 1984), deutsche Politikerin (Die Linke)
- Yvonne Printemps (1894–1977), französische Sängerin (Sopran) und Schauspielerin
- Yvonne Ransbach (* 1975), deutsche Fernsehmoderatorin
- Yvonne Ritter-Elkuch (* 1968), liechtensteinische Radsportlerin
- Yvonne Sanchez (* 1967), deutsche Jazzsängerin
- Yvonne Schoper (1965–2023), deutsche Wirtschaftsingenieurin, Projektmanagerin und Hochschullehrerin
- Yvonne Schröder (* 1988), deutsches Model
- Yvonne Sciò (* 1969), italienische Schauspielerin
- Yvonne Simon (1917–1992), französische Automobil-Rennfahrerin
- Yvonne Strahovski (* 1982), australische Schauspielerin
- Yvonne Useldinger (1921–2009), luxemburgische Politikerin (KPL), Frauenfunktionärin und Widerstandskämpferin gegen den Nationalsozialismus
- Yvonne van Vlerken (* 1978), niederländische Duathletin und Triathletin
- Yvonne Willicks (* 1970), deutsche Fernsehmoderatorin und Hauswirtschaftsmeisterin
- Yvonne Wussow (1955–2006), deutsche Journalistin und Schriftstellerin
- Yvonne Zeibig (* 1975), deutsche Biathletin und Skilangläuferin
- Yvonne Zima (* 1989), US-amerikanische Schauspielerin

### Ivonne
- Ivonne A-Baki (* 1951), ecuadorianische Politikerin und Diplomatin
- Ivonne Bloche (* 1969), deutsche Medienmanagerin
- Ivonne Chacón (* 1997), kolumbianische Fußballspielerin
- Ivonne Hartmann (* 1981), deutsche Fußballspielerin und Diplom-Sportwissenschaftlerin
- Ivonne Haza (1938–2022), dominikanische Sopranistin
- Ivonne Hildebrand (* 1981), deutsche Handballspielerin
- Ivonne Hübner (* 1977), deutsche Autorin hauptsächlich historischer Romane
- Ivonne Keller (* 1970), deutsche Romanautorin
- Ivonne Kraft (* 1970), deutsche Mountainbikerin
- Ivonne Leal (* 1966), kubanische Speerwerferin
- Ivonne Mädel (* 1982), deutsche Aktivistin der Freien Kameradschafts-Szene
- Ivonne Polizzano (* 1981), deutsche Schauspielerin
- Ivonne Schönherr (* 1981), deutsche Schauspielerin
- Ivonne Schröder (* 1988), deutsche Eishockeytorhüterin
- Ivonne Schwarz (* 1978), deutsche Schauspielerin
- Ivonne Teichmann (* 1977), deutsche Mittelstreckenläuferin
- Ivonne Thein (* 1979), deutsche Künstlerin

## Fiktive Personen
- „Yvonnche“ (Yvonne Boxheimer) aus der deutschen Fernsehserie Diese Drombuschs
- Yvonne Jensen aus der Filmreihe Die Olsenbande, siehe Olsenbande#Yvonne Jensen

## Tiere
- eine im Jahr 2011 entflohene Kuh namens Yvonne